# Rafael Cobos López
Rafael Cobos López (Sevilla, 1973) és un guionista de cinema i televisió i escriptor espanyol, guardonat amb dos premis Goya .
Rafael Cobos López va fer estudis de Medicina i Dret abans d'iniciar Comunicació Audiovisual en la Universitat de Sevilla. És principalment conegut pel seu guions per a cinema i especialment fructífera ha estat la seva col·laboració amb el director Alberto Rodríguez, al qual ja va coincidir en la Universitat, amb el qual ha coescrito els guions de gairebé totes les seves pel·lícules i al costat del qual ha guanyat dos premis Goya en 2015 per La isla mínima i per El hombre de las mil caras (2017).
ha estat un dels creadors i guionistes de la sèrie de televisió La peste, estrenada en 2018 i que va ser ben rebuda per la crítica.
En televisió ha participat també en els guions El perímetro, 37 metros, Sokoa, Cervantes, la semilla de la inmortalidad i Las ejecutivas.

### Teatre
Ha escrit més d'una dotzena de textos teatrals que s'han representat a Espanya. Alguns dels seus textos s'han publicat, com a Ojos, per l'editorial Ñaque, Ahora que ya no importa, per la Universitat de Sevilla i Probablemente mañana.
Ha impartit tallers de guió a la Universitat de Sevilla i en algunes escoles de cinema.

## Pel·lícules
| Any  | Pel·lícula                 | Director          |
| ---- | -------------------------- | ----------------- |
| 2005 | 7 vírgenes                 | Alberto Rodríguez |
| 2009 | After                      | Alberto Rodríguez |
| 2012 | Grupo 7                    | Alberto Rodríguez |
| 2012 | Ali                        | Paco R. Baños     |
| 2013 | El amor no es lo que era   | Gabriel Ochoa     |
| 2014 | La isla mínima             | Alberto Rodríguez |
| 2016 | Toro                       | Kike Maíllo       |
| 2016 | El hombre de las mil caras | Alberto Rodríguez |
| 2022 | Modelo 77                  | Alberto Rodríguez |

## Premis i distincions
Premis Goya
| Any  | Categoria            | Pel·lícula                 | Resultat  |
| ---- | -------------------- | -------------------------- | --------- |
| 2005 | Millor guió original | 7 vírgenes                 | Nominat   |
| 2009 | Millor guió original | After                      | Nominat   |
| 2012 | Millor guió original | Grupo 7                    | Nominat   |
| 2014 | Millor guió original | La isla mínima             | Guanyador |
| 2016 | Millor guió original | El hombre de las mil caras | Guanyador |

Medalles del Cercle d'Escriptors Cinematogràfics
| Any  | Categoria            | Pel·lícula                 | Resultat  |
| ---- | -------------------- | -------------------------- | --------- |
| 2014 | Millor guió original | La isla mínima             | Guanyador |
| 2016 | Millor guió original | El hombre de las mil caras | Guanyador |